# Tczew
Tczew [ˈtʧɛf] (deutsch Dirschau; kaschubisch/pomoranisch Dërszewò) ist eine Stadt in der polnischen Woiwodschaft Pommern. Die Stadt mit etwa 59.400 Einwohnern ist Sitz des Powiat Tczewski und der eigenständigen Landgemeinde Tczew, der sie selbst nicht angehört.

## Geographische Lage

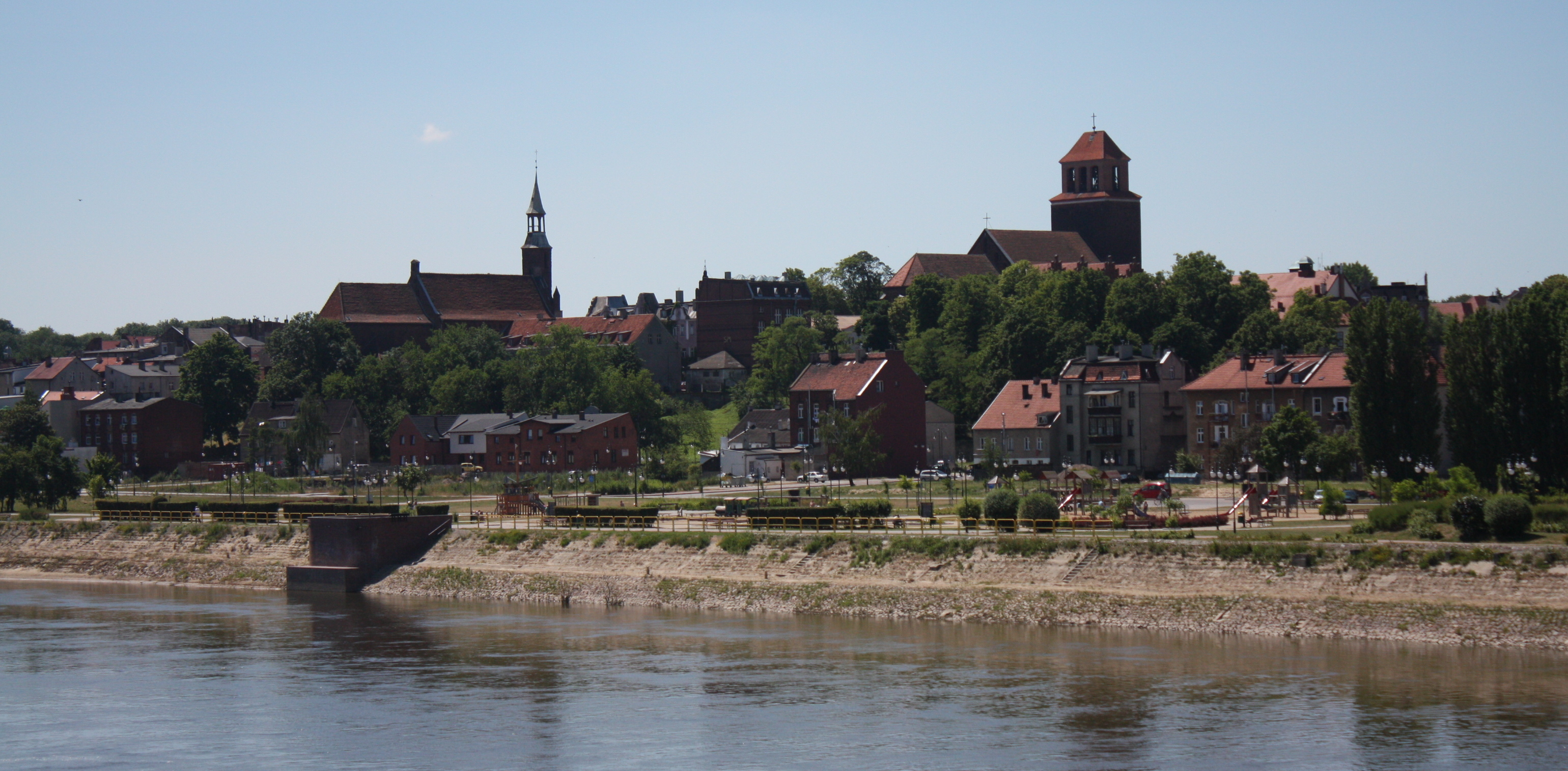
Altstadt, von der Alten Weichselbrücke aus gesehen (Aufnahme 2010)

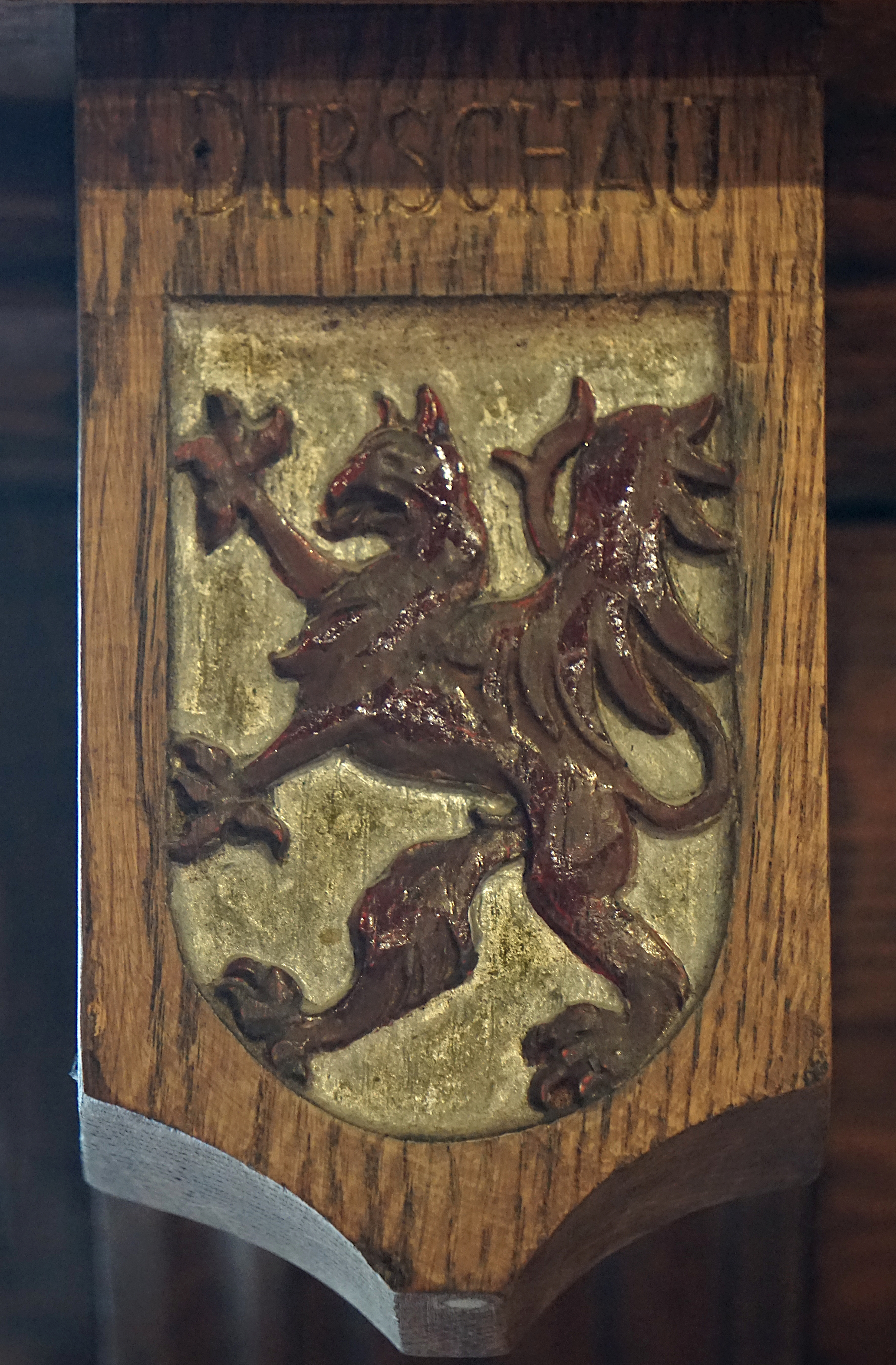
Wappen von Dirschau im Plenarsaal des altstädtischen Rathauses in Danzig

Die Stadt liegt am südlichen Rand des Weichseldeltas im historischen Westpreußen, 30 Kilometer von der Mündung der Weichsel in die Ostsee entfernt und auf einer Höhe von 16 Metern über dem Meeresspiegel; die Weichsel liegt hier drei Meter über dem Meeresspiegel.

## Geschichte

### Frühzeit
Anhand archäologischer Funde konnte nachgewiesen werden, dass südlich des Weichseldeltas schon in der jüngeren Steinzeit (um 2000 v. Chr.) Menschen lebten. Eine dauerhafte Besiedlung der Gegend belegen Funde aus der vorrömischen Eisenzeit (um 500 v. Chr.) bis zum frühen Mittelalter.

### Mittelalter
Erstmals urkundlich erwähnt wird der Ort 1198 durch den Pommern-Herzog Grzymislaw, als dieser den damals als „Trsow“ (Dersow) bezeichneten Ort zusammen mit weiteren Gütern dem Johanniterorden als Lehen überließ. Danach wurde zur Sicherung der den Ort berührenden Handelswege durch den Pommerellen-Herzog Sambor I. eine Burg errichtet, und auf Grund dieser günstigen Verhältnisse begann der Ort an wirtschaftlicher und strategischer Bedeutung zu gewinnen. Es entstand eine deutsche Kaufmannssiedlung mit Johannes von Wittenborg als Schulze 1256. Diese günstige Entwicklung veranlasste Herzog Sambor II., seine Residenz 1252 von Liebschau nach Dersow zu verlegen. Noch bevor es über städtische Strukturen verfügte, verlieh der Herzog dem Ort das Recht zur Bildung eines Stadtrates. (Tczew ist damit, ohne das Stadtrecht zu besitzen, heute als erster Ort in Polen angesehen, mit einer kommunalen Selbstverwaltung, noch vor Breslau, Krakau und Posen. Dabei ist allerdings anzumerken, dass Pommerellen die polnische Lehnshoheit bereits 1227 abgeschüttelt hatte und seither als völlig selbständiger Staat agierte.) 1258 wurden Alardus von Lübeck und Heinrich Scilder als Ratsmannen erwähnt. Erst 1260 verlieh Sambor II. Dersow das lübische Stadtrecht. 1289 rief der Herzog von Pommerellen den Dominikanerorden in die Stadt, der dort ein Kloster (aufgelöst 1818) und eine Kirche errichtete.

### Deutscher Orden
Im Jahre 1309 wurde Dersow nach dreimonatiger Belagerung von Heinrich von Plötzke, dem Landmeister von Preußen des Deutschen Ritterordens, erobert. Ab 1334/43 war Pomerellen ein Teil des Ordensstaates Preußens. Der Orden vertrieb die Einwohner, und die Stadt blieb bis 1364 unbewohnt. Nachdem es dem Orden gelungen war, die Stadt mit deutschen Einwanderern zu besiedeln, wurde der Stadt durch den Orden das Kulmer Stadtrecht verliehen. Sie trug nun den deutschen Namen Zursau. Als der Ritterorden 1410 von den Polen geschlagen wurde, kam Zursau kurzzeitig unter polnische Herrschaft, doch mit dem Ersten Frieden von Thorn von 1411 wurde dem Deutschen Orden Pommerellen wieder zugesprochen, sodass der Ort weiterhin deutsch blieb. Bei einem Überfall durch Hussiten kam es 1434 zu einem großen Brand. 1440 trat die Stadt dem Preußischen Bund bei, einer Schutzgemeinschaft mehrerer deutscher Städte gegen den Deutschen Orden. Die Auseinandersetzungen zwischen Bund und Orden führten 1454 schließlich zum Dreizehnjährigen Krieg, der nach der Niederlage des Ordens am 19. Oktober 1466 mit dem Zweiten Thorner Frieden endete. Während der Kriegshandlungen war das Dirschauer Schloss zerstört worden. Mit dem Friedensvertrag kam Pommerellen im westlichen Preußen als Königliches Preußen unter die Krone Polens.

### Königliches Preußen
In Preußen Königlichen Anteils wurde Dersau 1468 zum Sitz einer Starostei und eines Kreises. Es entwickelte sich zu einem wichtigen Handels- und Handwerkerzentrum und profitierte vor allem vom Getreidehandel. In den Wirren des Niedergangs Polens verursachten Soldaten des vorübergehend herrschenden Ungarn Stephan Bathory 1577 einen verheerenden Stadtbrand, dem bis auf die Kirchen alle Gebäude zum Opfer fielen. Auch während des Konflikts mit Schweden und der Nordischen Kriege des 17. und 18. Jahrhunderts litt die Stadt unter dem Durchzug kriegerischer Truppen. Blaeus Prussia-Karte Anfang der 1600er Jahre, basierend auf Caspar Hennebergers Prussia-Karte, zeigt Dirschaw. 1626 wurde es durch Truppen des schwedischen Königs Gustav Adolf II. besetzt, der vor der Stadt für mehrere Jahre sein Hauptquartier aufschlug. Im Zweiten Nordischen Krieg erlitten polnische Truppen bei einem Gefecht mit brandenburgisch-schwedischen Truppen unter Führung von Herzog Adolf Johann von Pfalz-Zweibrücken-Kleeburg am 2. September 1657 in der Nähe von Dirschau eine schwere Niederlage.

### Im Königreich Preußen

Dirschau an der Weichsel um die Mitte des 19. Jahrhunderts.

Bereits bei der Ersten Polnischen Teilung kam Dirschau am 13. September 1772 zum Königreich Preußen.
Während des Einmarsches Napoleons in Preußen stand das französische Heer zusammen mit den verbündeten polnischen Legionen am 17. Januar 1807 vor Dirschau, und unter tatkräftiger Unterstützung der polnischen Einwohner wurde die Stadt im Gefecht bei Dirschau am 23. Februar vom polnischen Heerführer Jan Henryk Dąbrowski eingenommen. Die Franzosen errichteten vor der Stadt Schanzen und zwölf Basteien.
Nach der Niederlage Napoleons und durch den Wiener Kongress von 1815 war die deutsche Herrschaft wieder gefestigt. In Dirschau wurden große Teile der Befestigungsanlagen abgetragen, auch die Ruine der alten Burg wurde beseitigt.
Mit der preußischen Verwaltungsreform von 1815 kam Dirschau zunächst in den Kreis Preußisch Stargard im Regierungsbezirk Danzig.

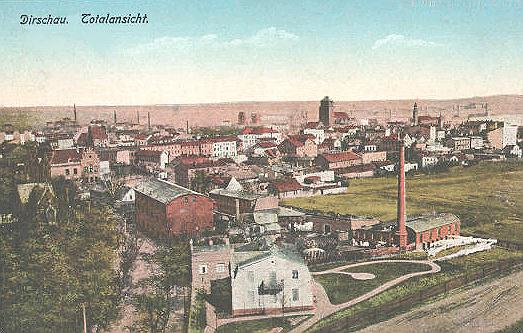
Stadtansicht um 1900

Am 1. Oktober 1887 wurde Dirschau Kreisstadt des neu gebildeten gleichnamigen Kreises. Zu dieser Zeit hatte sich die Stadt, begünstigt durch den Bau neuer Straßen und Eisenbahnstrecken, zu einem bedeutenden Industrie- und Verkehrszentrum entwickelt. 1857 wurde bei Dirschau eine damals rund 800 Meter lange Brücke eingeweiht, die zu dieser Zeit die längste Brücke in Nordeuropa war (Weichselbrücke Dirschau). 1888 wurde in nur 30 Metern Entfernung eine zweite Brücke für den Eisenbahnverkehr gebaut. Der industrielle Aufschwung in Deutschland machte sich auch in Dirschau bemerkbar. Am Ende des 19. Jahrhunderts gab es hier eine Eisenbahnwerkstatt, zwei Zuckerfabriken, eine Landmaschinenfabrik sowie mehrere Mühlen und Ziegeleien. Am Anfang des 20. Jahrhunderts hatte Dirschau eine evangelische Kirche, eine katholische Kirche, eine Synagoge, eine Realschule, ein Progymnasium, einen Winterhafen und war Sitz eines Amtsgerichts.
Bis 1919 war Dirschau Sitz des Landkreises Dirschau im Regierungsbezirk Danzig der Provinz Westpreußen des Deutschen Reichs.
Nach dem Ersten Weltkrieg musste Deutschland 1919 aufgrund der Bestimmungen des Versailler Vertrags zur Einrichtung des Polnischen Korridors unter anderem auch den westlichen Teil Westpreußens, darunter Dirschau, an Polen abtreten.

### Republik Polen
Die offizielle Übergabe erfolgte am 10. Januar 1920. Dirschau wurde zum polnischen Tczew. Noch im gleichen Jahr wurde hier die erste polnische Seefahrtsschule eröffnet. Hauptsächlich als Umschlagplatz für die polnische Kohle entstand 1926 ein Fluss- und Seehafen am Ufer der Weichsel. Er verlor jedoch nach der bald darauf erfolgten Eröffnung des Großhafens in Gdynia (Gdingen) wieder an Bedeutung. 1932 wurde mit dem Bau der St.-Joseph-Kirche begonnen.
Da immer mehr Polen in die Stadt zogen, verringerte sich der Anteil der deutschen Bevölkerung drastisch und betrug 1939 nur noch rund neun Prozent. In den letzten dreihundert Jahren davor lag der Anteil der evangelischen Einwohner bei fünfundsiebzig Prozent, wie man aus den deutschsprachigen Kirchenbüchern ersehen kann.
Die Weichselbrücke Dirschau war wichtiger Teil der Preußischen Ostbahn von Berlin bzw. Stettin nach Marienburg (Malbork), Elbing (Elbląg), Allenstein (Olsztyn) bis Königsberg i. Pr. und weiter an die Grenze zum damaligen Zarenreich.

### Zweiter Weltkrieg
Eisenbahn- und Straßenbrücke lagen dicht beieinander und wurden am 1. September 1939 beim deutschen Angriff auf die Weichselbrücke bei Dirschau durch polnische Pioniere mit je zwei Sprengungen zu zwei Dritteln zerstört. Die zweigleisige Eisenbahnbrücke war 1889 bis 1891 erbaut worden und war 1050 m lang (unzerstört blieben nur 473 m).
Dirschau wurde am 2. September eingenommen, und vom 2. September bis 15. Oktober 1939 wurde die Eisenbahnbrücke vom II./Eisenbahn-Pionier-Regiment 68 behelfsmäßig wiederhergestellt, wobei etwa 4000 Mann beim Bau eingesetzt wurden. Damals galt die Brücke als „wichtigste, leistungsfähigste Landverbindung vom Reich nach Ostpreußen“.
Am 26. Oktober 1939 wurde die Stadt wieder in Dirschau benannt. Im Laufe des Krieges wurden hier Kriegsgefangenenlager für englische und französische Soldaten eingerichtet. Am 12. März 1945 wurde die Stadt nach heftigen Kämpfen von zwei weißrussischen Divisionen eingenommen. Anschließend lagen weite Teile in Trümmern. Das Kriegsgefangenenlager wurde nun für deutsche Soldaten verwendet.

### Nachkriegszeit
Mit der Übernahme durch die polnische Verwaltung erhielt die Stadt wieder den polnischen Namen Tczew, und die noch verbliebenen deutschen Einwohner wurden vertrieben. Nach der Wiederherstellung der Verkehrswege entwickelte sich Tczew zu einem wichtigen Verkehrsknotenpunkt. Industriebetriebe für Maschinen- und Schiffbau, Metallverarbeitung und Lebensmittelherstellung wurden aufgebaut.

### Bevölkerungsentwicklung bis 1945
| Jahr | Einwohner | Anmerkungen |
| ---- | --------- | --- |
| 1772 | 01442     | [ 9 ] |
| 1782 | 01587     | davon überwiegend deutsche Protestanten und 23 Juden |
| 1802 | 01758     | [ 11 ] |
| 1810 | 01715     | [ 11 ] |
| 1816 | 01841     | davon 728 Evangelische, 868 Katholiken, 239 Juden |
| 1818 | 01834     | ohne die königl. Wassermühle mit elf Einwohnern |
| 1821 | 02072     | in 226 Privatwohnhäusern |
| 1831 | 02310     | davon viele Juden |
| 1867 | 06914     | darunter 3183 Evangelische, 3093 Katholiken, 495 Juden |
| 1871 | 07761     | [ 14 ] |
| 1875 | 09713     | [ 15 ] |
| 1880 | 10.939    | [ 15 ] |
| 1890 | 11.897    | [ 15 ] |
| 1900 | 12.808    | davon 5969 Protestanten, 6525 Katholiken und 314 Juden |
| 1905 | 14.164    | davon 6451 Protestanten, 7376 Katholiken und 269 Juden |
| 1910 | 16.894    | am 1. Dezember, davon 7466 Evangelische, 8894 Katholiken, 195 Juden, 69 Sonstige (15.492 mit deutscher, 1136 mit polnischer Muttersprache, keine Kaschuben, 261 Einwohner sprechen Deutsch und eine andere Sprache) |
| 1921 | 16.250    | davon 4600 Deutsche |
| 1943 | 25.869    | [ 9 ] |

| Jahr      | 1960   | 1970   | 1980   | 1990   | 2000   | 2005   |
| Einwohner | 33.700 | 41.100 | 53.600 | 59.500 | 61.200 | 60.128 |

## Politik

### Stadtpräsident
An der Spitze der Verwaltung steht der Stadtpräsident. Seit 2010 war dies Mirosław Pobłocki vom Wahlkomitee „Verständigung und mehr“, der 2024 durch Łukasz Brządkowski abgelöst wurde. Die turnusmäßige Wahl im April 2024 brachte folgendes Ergebnis:
- Łukasz Brządkowski (Wahlkomitee des „Vereins zur Erneuerung der Verwaltung“) 47,5 % der Stimmen
- Mirosław Pobłocki (Wahlkomitee des „Verständigung und mehr“) 28,7 % der Stimmen
- Iwona Ochocka (Wahlkomitee „Gemeinsam für Tczew“) 23,8 % der Stimmen

In der damit notwendigen Stichwahl setzte sich Brządkowski mit 66,0 % der Stimmen gegen Amtsinhaber Pobłocki durch und wurde zum neuen Stadtpräsidenten gewählt.
Die turnusmäßige Wahl im Oktober 2018 brachte folgendes Ergebnis:
- Mirosław Pobłocki (Wahlkomitee „Verständigung und mehr“) 42,1 % der Stimmen
- Tadeusz Dzwonkowski (Prawo i Sprawiedliwość) 23,1 % der Stimmen
- Wojciech Drzeżdżon (Wahlkomitee „Initiative Lokale Verwaltung“) 13,7 % der Stimmen
- Iwona Nitza (Koalicja Obywatelska) 11,6 % der Stimmen
- Zbigniew Urban (Wahlkomitee „Bewusst für Tczew“) 7,2 % der Stimmen
- Marcin Chełstowski (Wahlkomitee „#TNP“) 2,4 % der Stimmen

In der damit notwendigen Stichwahl setzte sich Amtsinhaber Pobłocki mit 66,8 % der Stimmen gegen den PiS-Kandidaten Dzwonkowski durch und wurde für eine weitere Amtszeit gewählt.

### Stadtrat
Der Stadtrat von Tczew besteht aus 23 Mitgliedern. Die Wahl 2024 führte zu folgendem Ergebnis:
- Wahlkomitee des „Vereins zur Erneuerung der Verwaltung“ 23,2 % der Stimmen, 6 Sitze
- Wahlkomitee „Wahlkomitee Verständigung und mehr“ 23,2 % der Stimmen, 6 Sitze
- Koalicja Obywatelska (KO) 22,7 % der Stimmen, 5 Sitze
- Prawo i Sprawiedliwość (PiS) 21,7 % der Stimmen, 6 Sitze
- Wahlkomitee „Gemeinsam für Tczew“ 7,2 % der Stimmen, kein Sitz
- Übrige 2,1 % der Stimmen, kein Sitz

Die Wahl 2018 führte zu folgendem Ergebnis:
- Wahlkomitee „Wahlkomitee Verständigung und mehr“ 35,0 % der Stimmen, 10 Sitze
- Prawo i Sprawiedliwość (PiS) 23,9 % der Stimmen, 6 Sitze
- Koalicja Obywatelska (KO) 17,6 % der Stimmen, 4 Sitze
- Wahlkomitee „Initiative Lokale Verwaltung“ 16,2 % der Stimmen, 3 Sitze
- Wahlkomitee „Bewusst für Tczew“ 6,4 % der Stimmen, kein Sitz[23]
- Wahlkomitee „#TNP“ 1,0 % der Stimmen, kein Sitz

### Städtepartnerschaften
- Werder, Brandenburg
- Die Stadt Witten (Nordrhein-Westfalen) übernahm 1959 die Patenschaft für die aus Dirschau vertriebenen Deutschen. Seit 1990 konnten die aus privaten Heimatbesuchen entstandenen Kontakte in eine offizielle Städtefreundschaft umgewandelt werden.
- Dębno (Neudamm), Polen
- London Borough of Barking and Dagenham, Stadtbezirk Londons, Vereinigtes Königreich
- Lev haScharon, Israel
- Biržai (Birsen), Litauen
- Kursk, Russland
- Beauvais, Frankreich

## Sehenswürdigkeiten

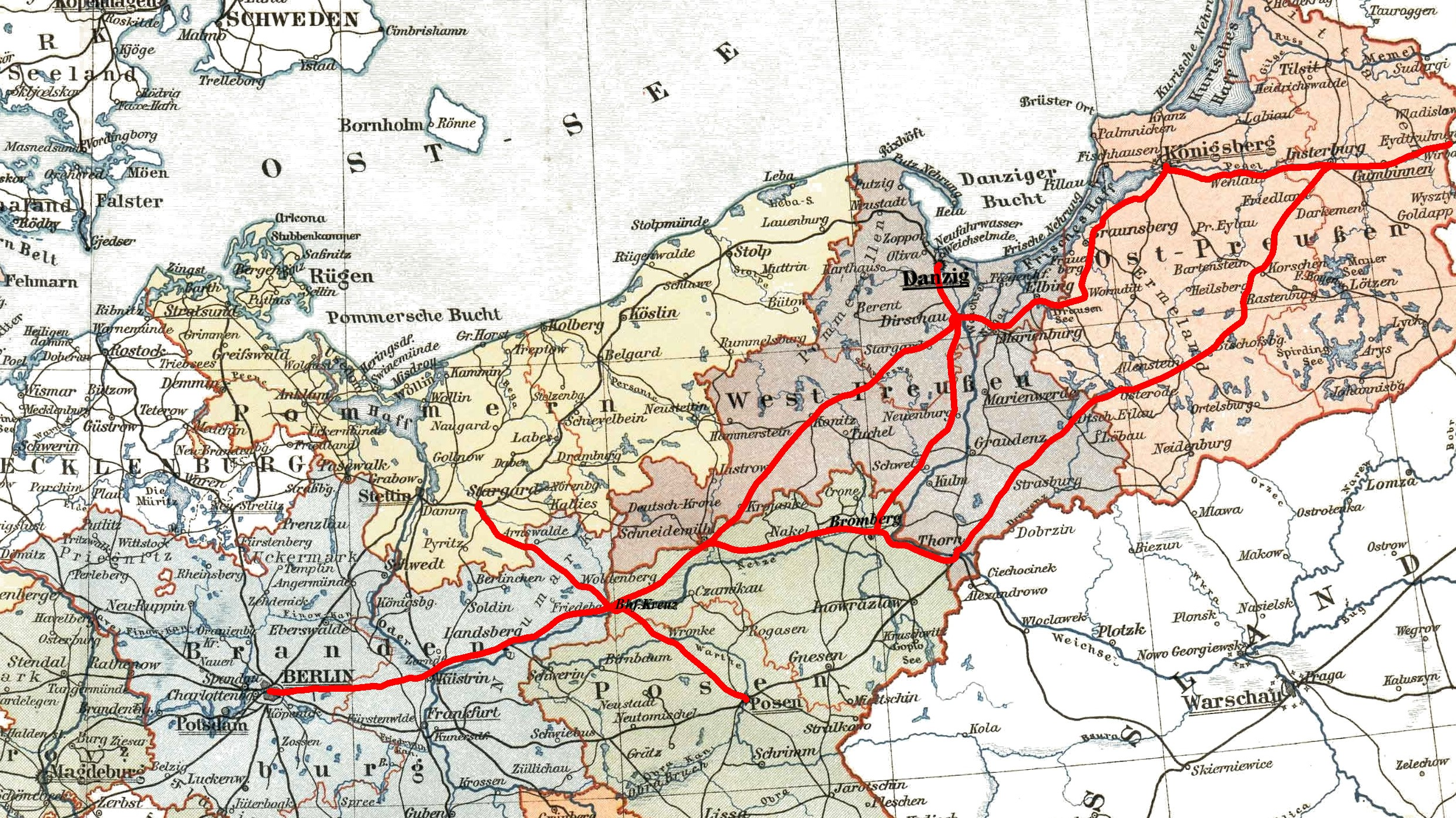
Preußische Ostbahn

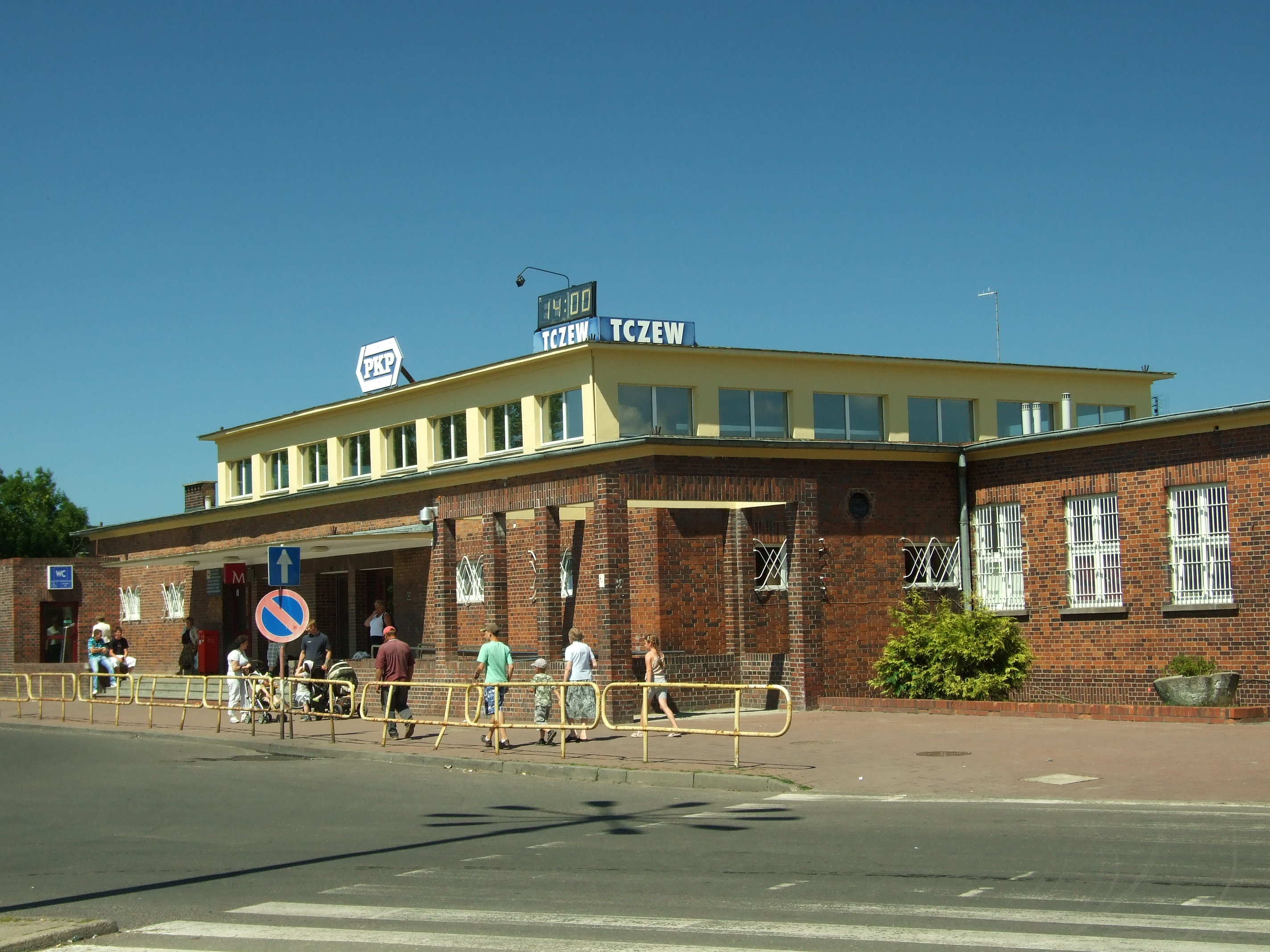
Bahnhof Tczew

- Pfarrkirche zum Heiligen Kreuz, gotische dreischiffige Hallenkirche aus dem 13. Jahrhundert
- St.-Stanisław-Kostka-Kirche, ehemalige Dominikanerkirche aus dem 14. Jahrhundert, gotischer Bau mit achteckigem Turm
- St.-Josef-Kirche, erbaut von 1931 bis 1936
- Rathaus wurde 1908 vom Dresdner Architekten Curt Hempel erbaut[24].
- Postamt, neugotisch, errichtet 1905
- Stadthalle von 1910/1911 (heute Centrum Kultury i Sztuki) die von dem Stadtbaumeister Otto Specht und dem Architekten Wilhelm Meyer aus Hildesheim entworfen wurde. Eines der ersten Gebäude in Pommern, das in Stahlbetonbauweise von der Firma Drenckhahn & Sudhop aus Braunschweig errichtet wurde[23]
- Das Weichselmuseum in Tczew ist eine Filiale des Nationalen Schifffahrtsmuseums in Danzig. Das Museumsgebäude wurde im 19. Jahrhundert als Metallwarenfabrik Emil Kelch errichtet. Das Museum wurde am 9. Oktober 1984 eröffnet. Die erste Ausstellung des Museums trug den Titel „Geschichte der Weichselschifffahrt“ und bildet zusammen mit den Ausstellungen „Volksboote des Weichselbeckens“ und „Geschichte des polnischen Kanufahrens“ eine Dauerausstellung.
- Wasserturm (1905)
- Holländermühle von 1806 mit seltenem fünfteiligen Flügelantrieb
- Weichselbrücken, ursprünglich 1851 nach Entwürfen von Friedrich August Stüler[25] und 1888 erbaut, mehrfach zerstört und zuletzt 1947–1959 wieder aufgebaut

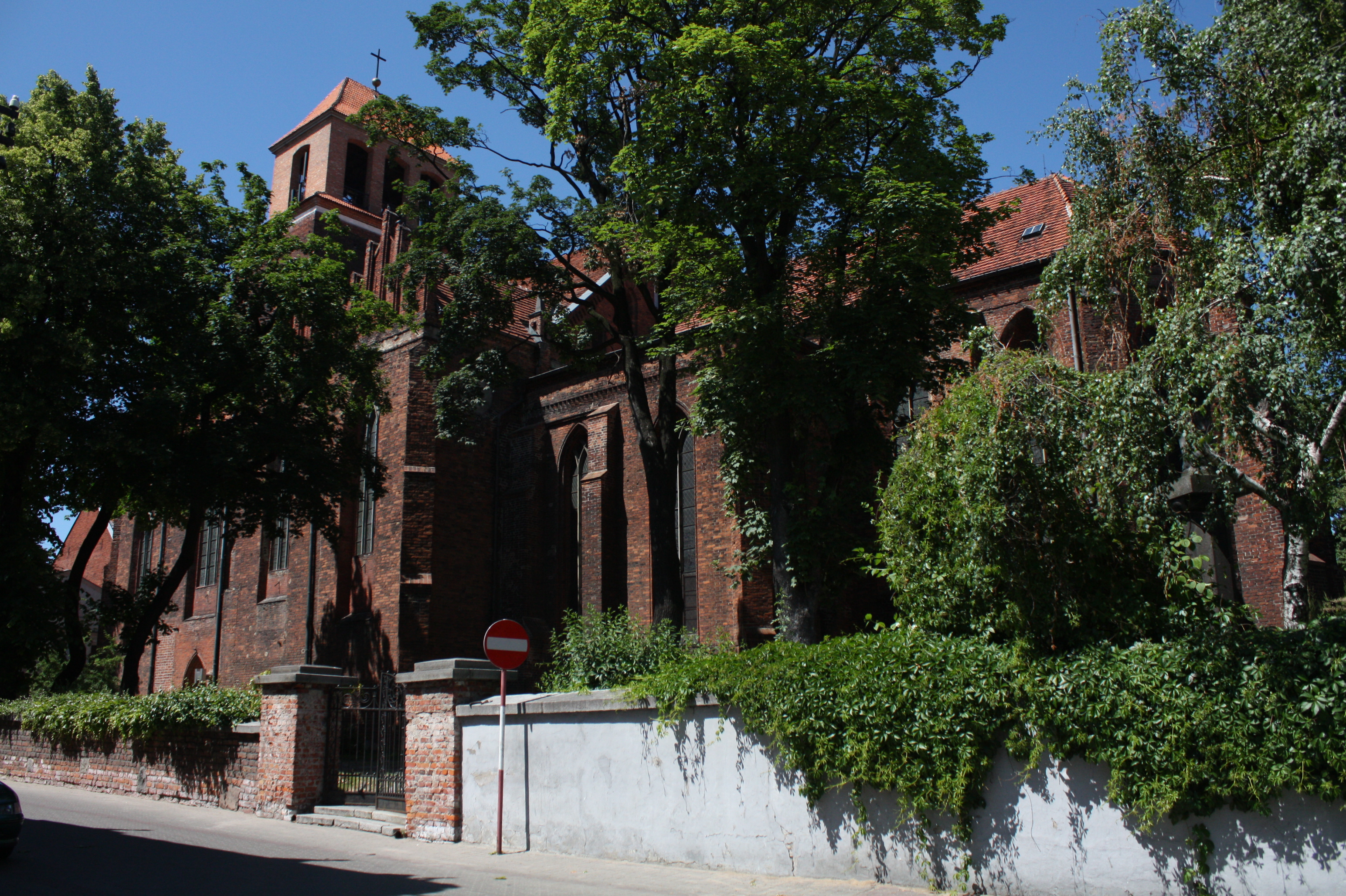
Heiligkreuzkirche
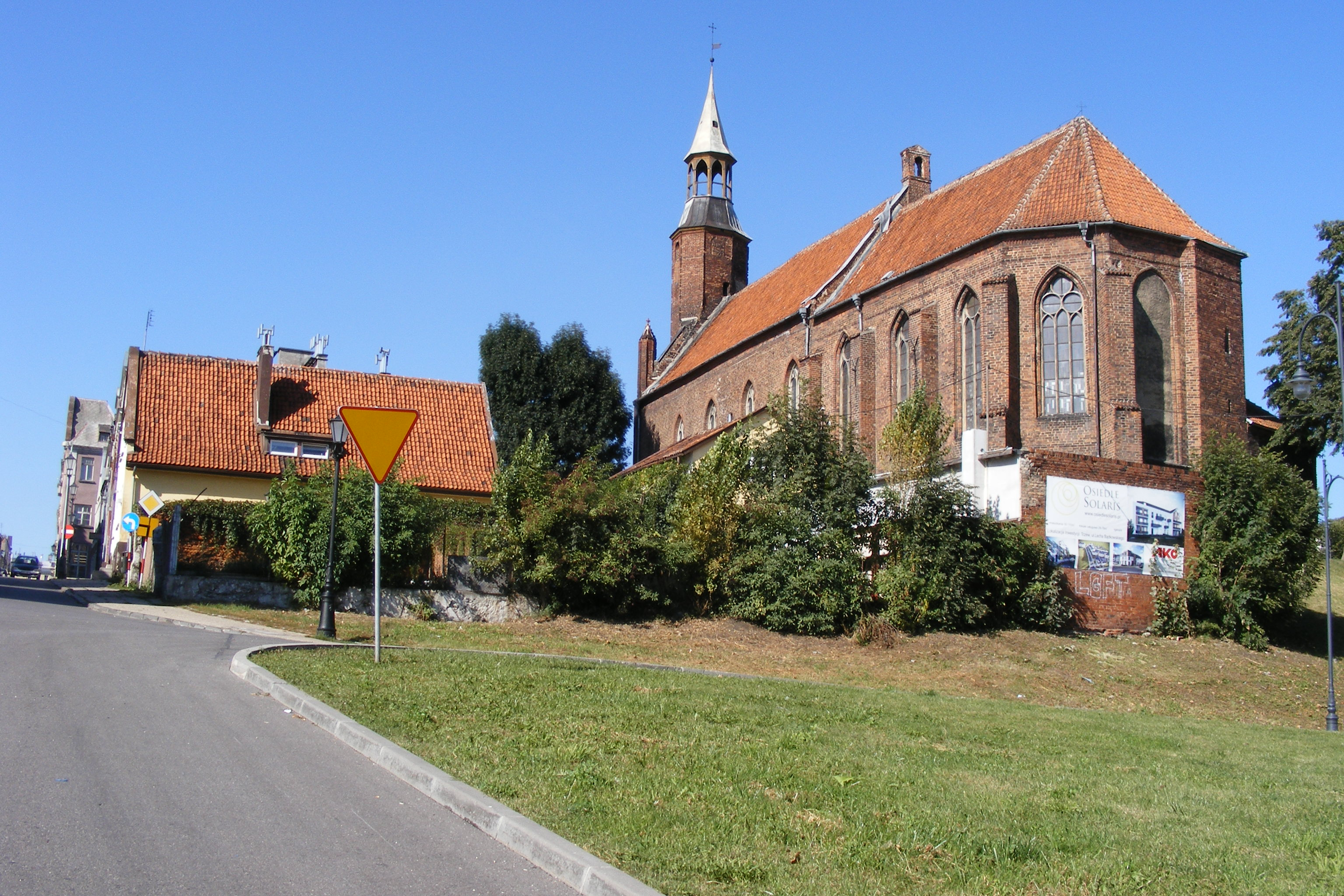
St.-Stanisław-Kostka-Kirche
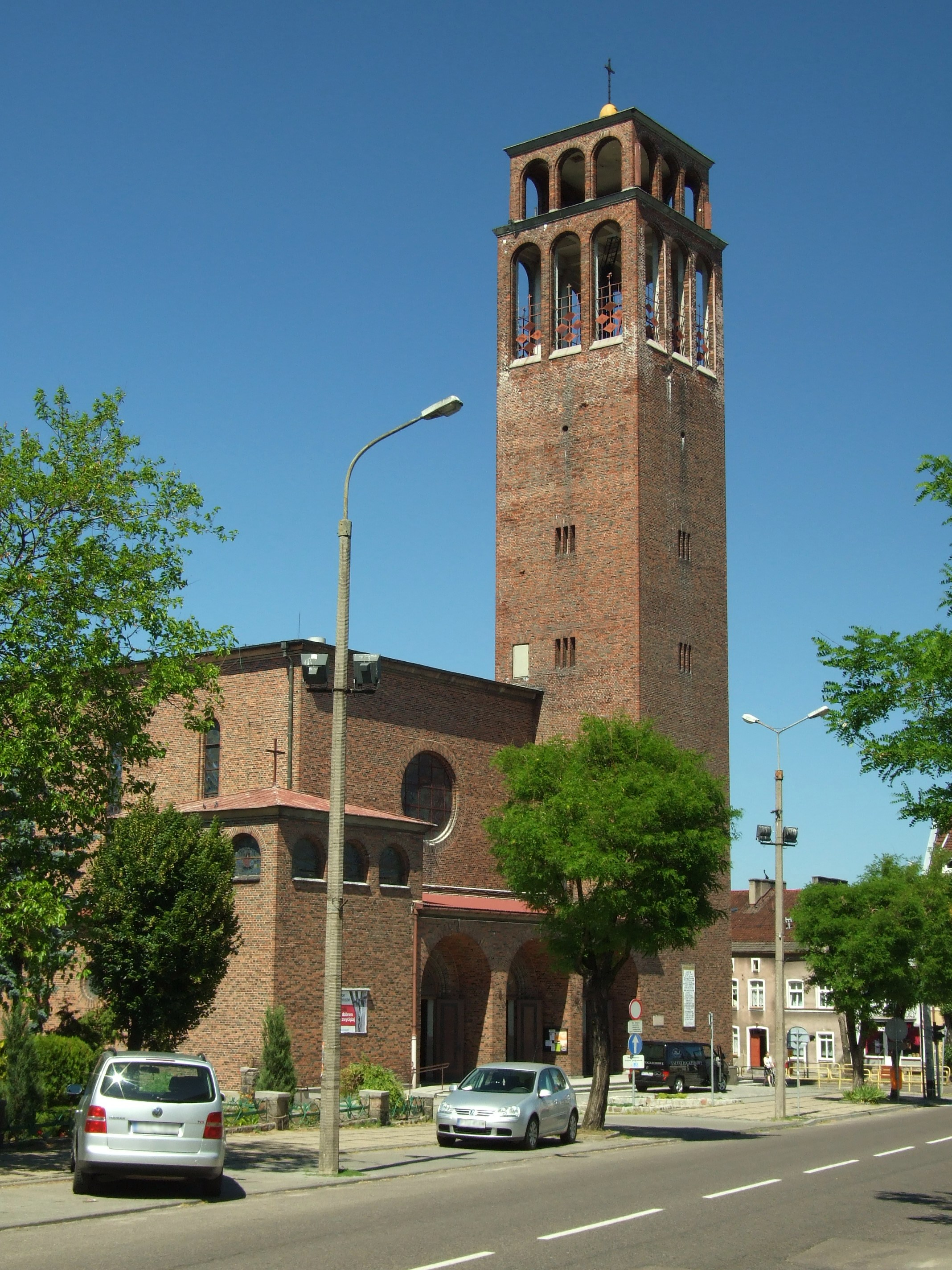
St.-Joseph-Kirche
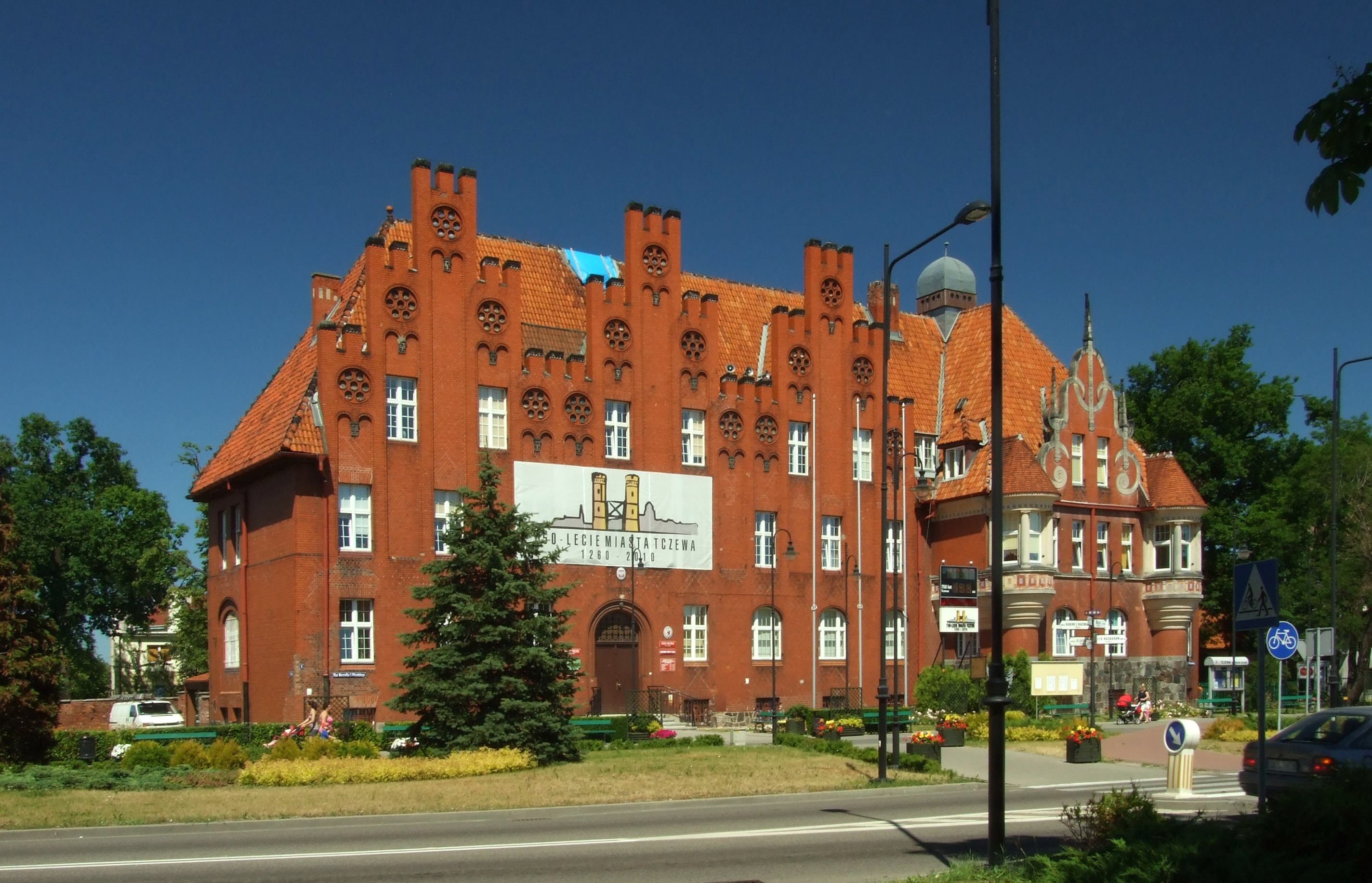
Rathaus
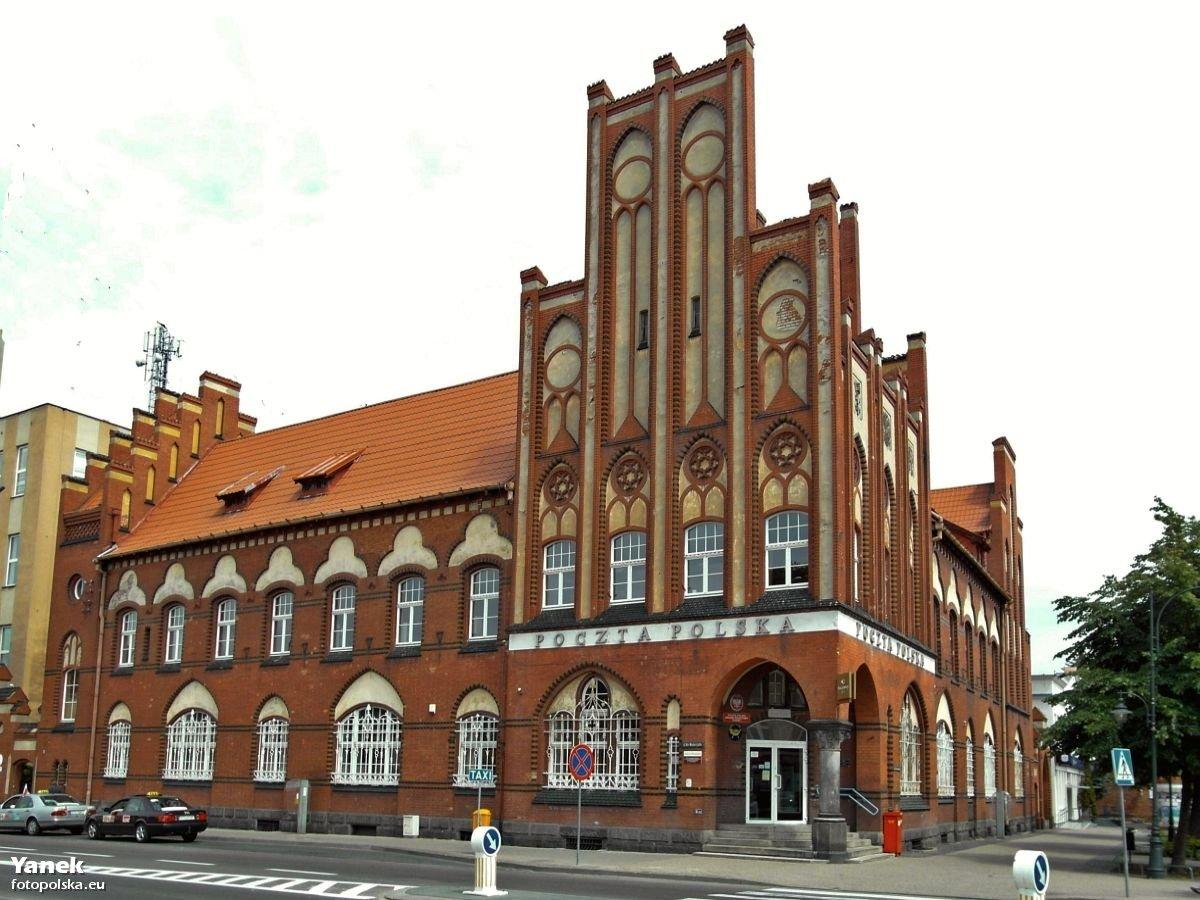
Postamt
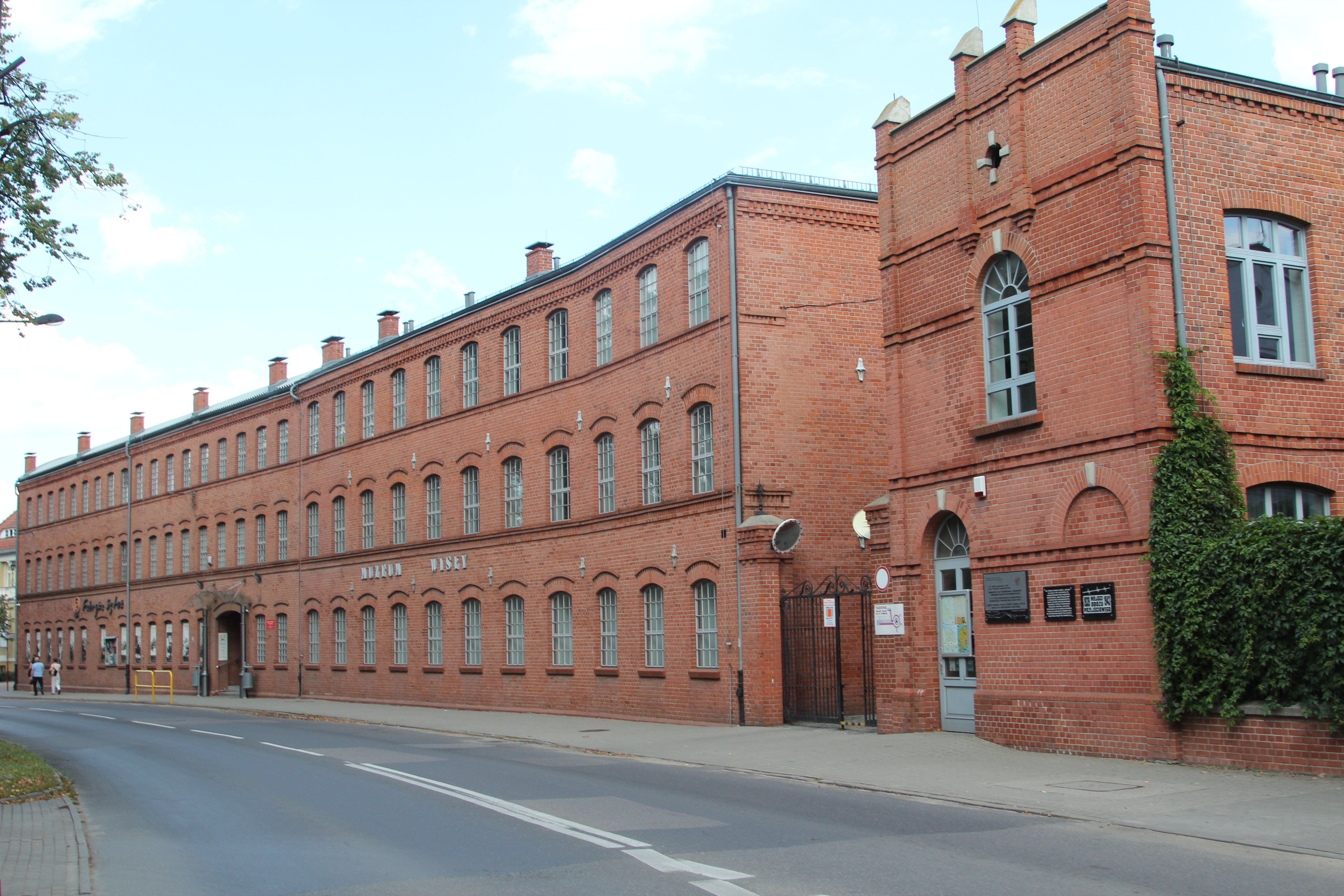
Weichselmuseum
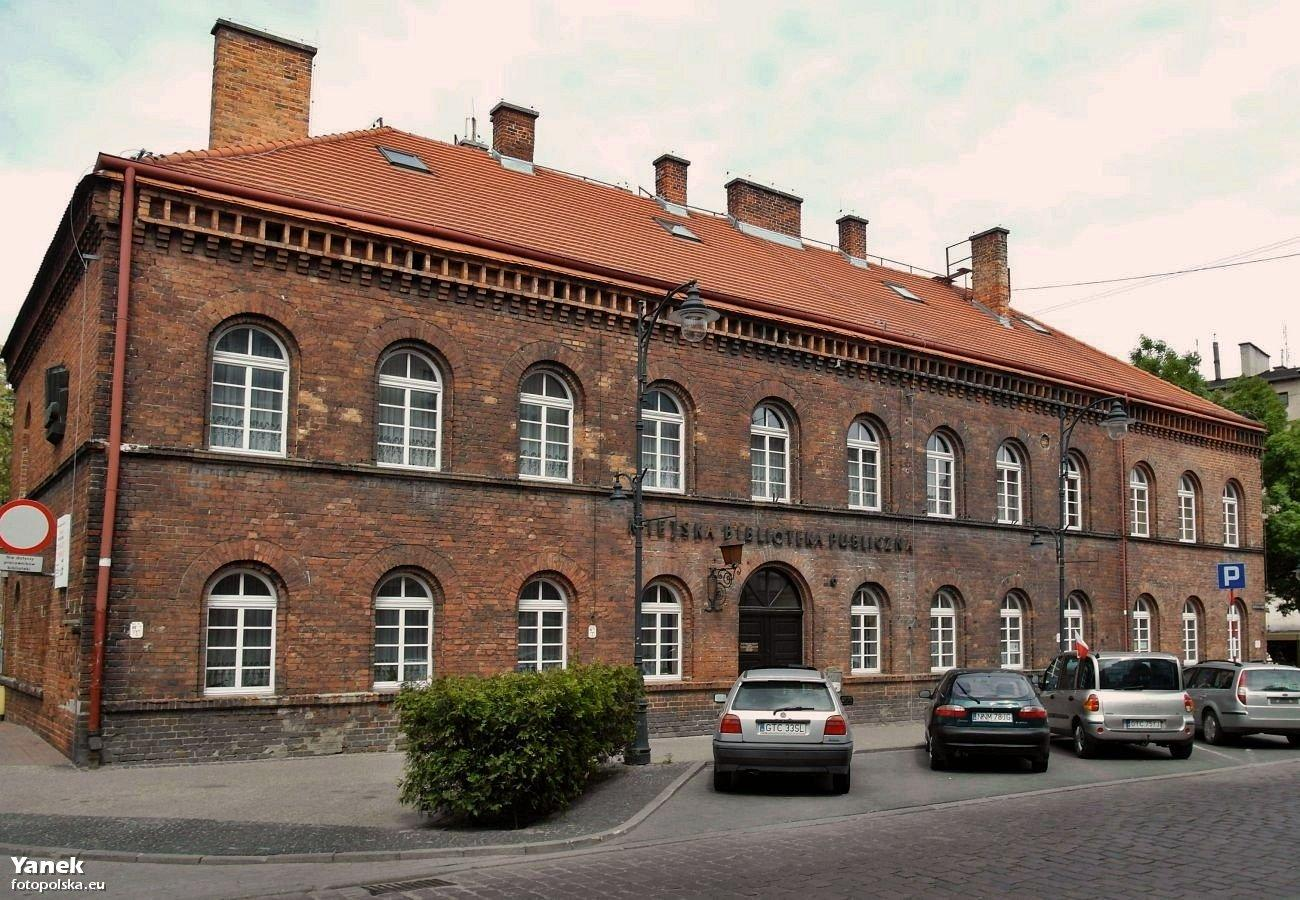
Stadtbibliothek
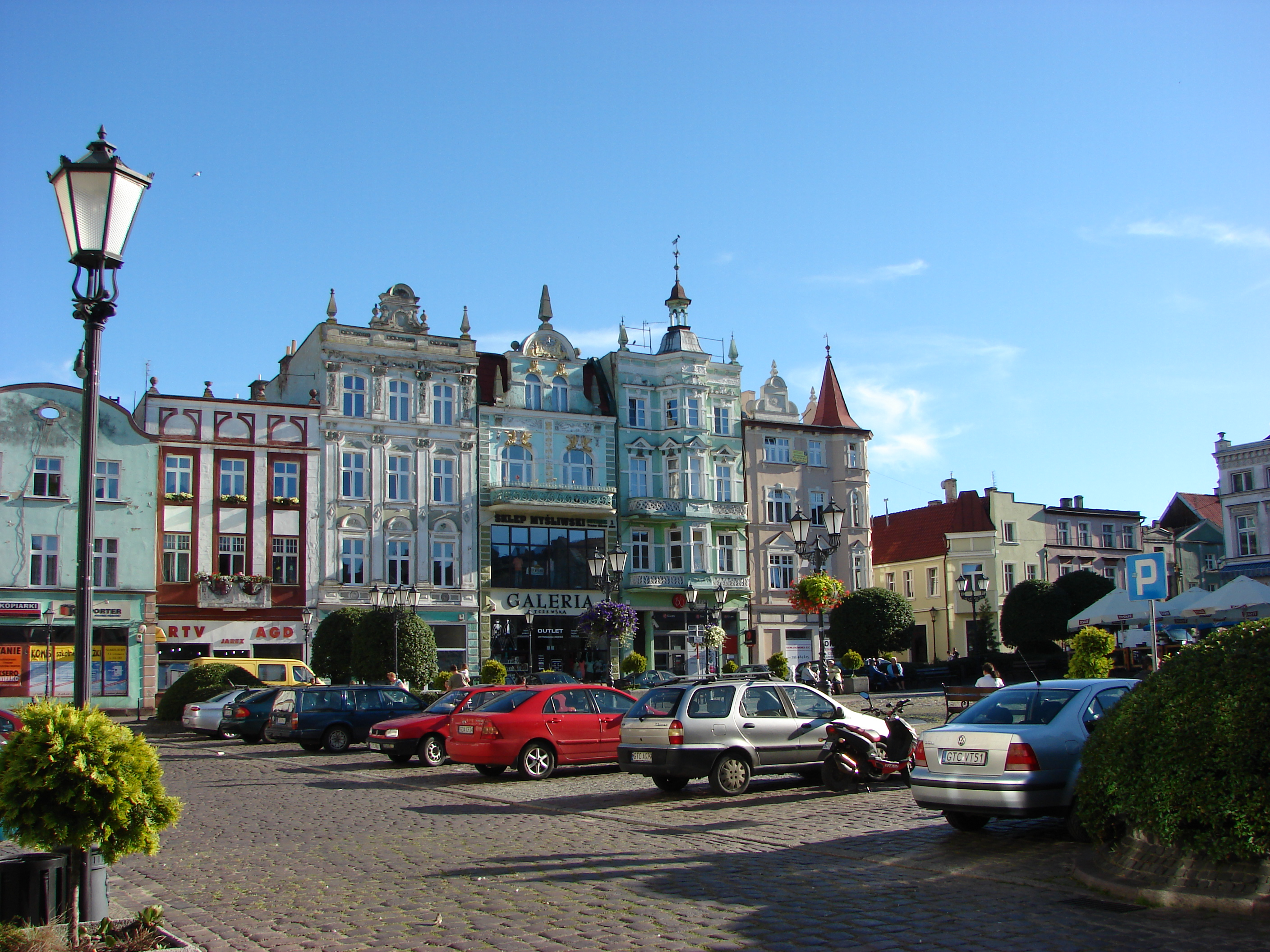
Marktplatz (Plac Generała Józefa Hallera)
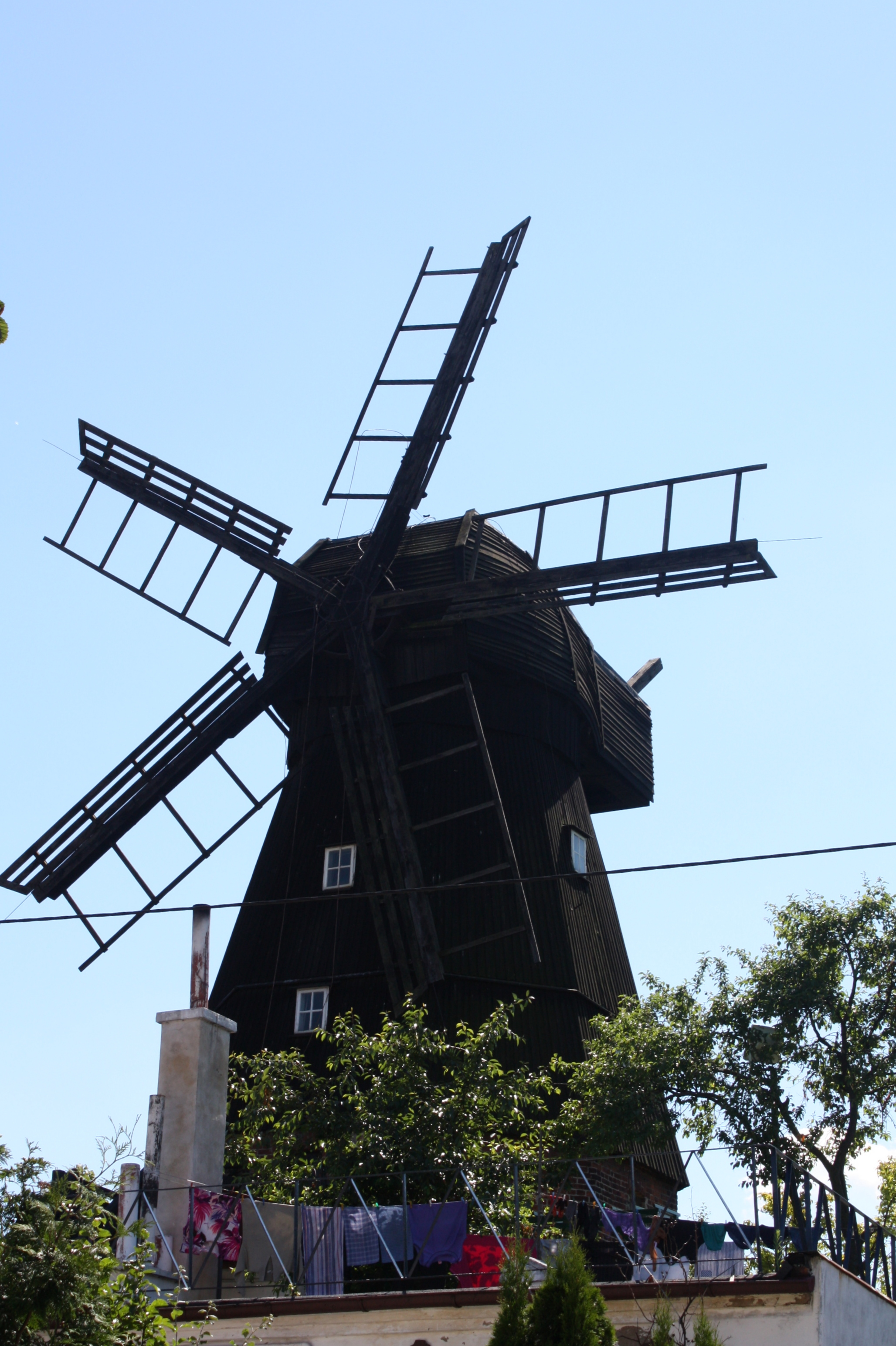
Holländermühle
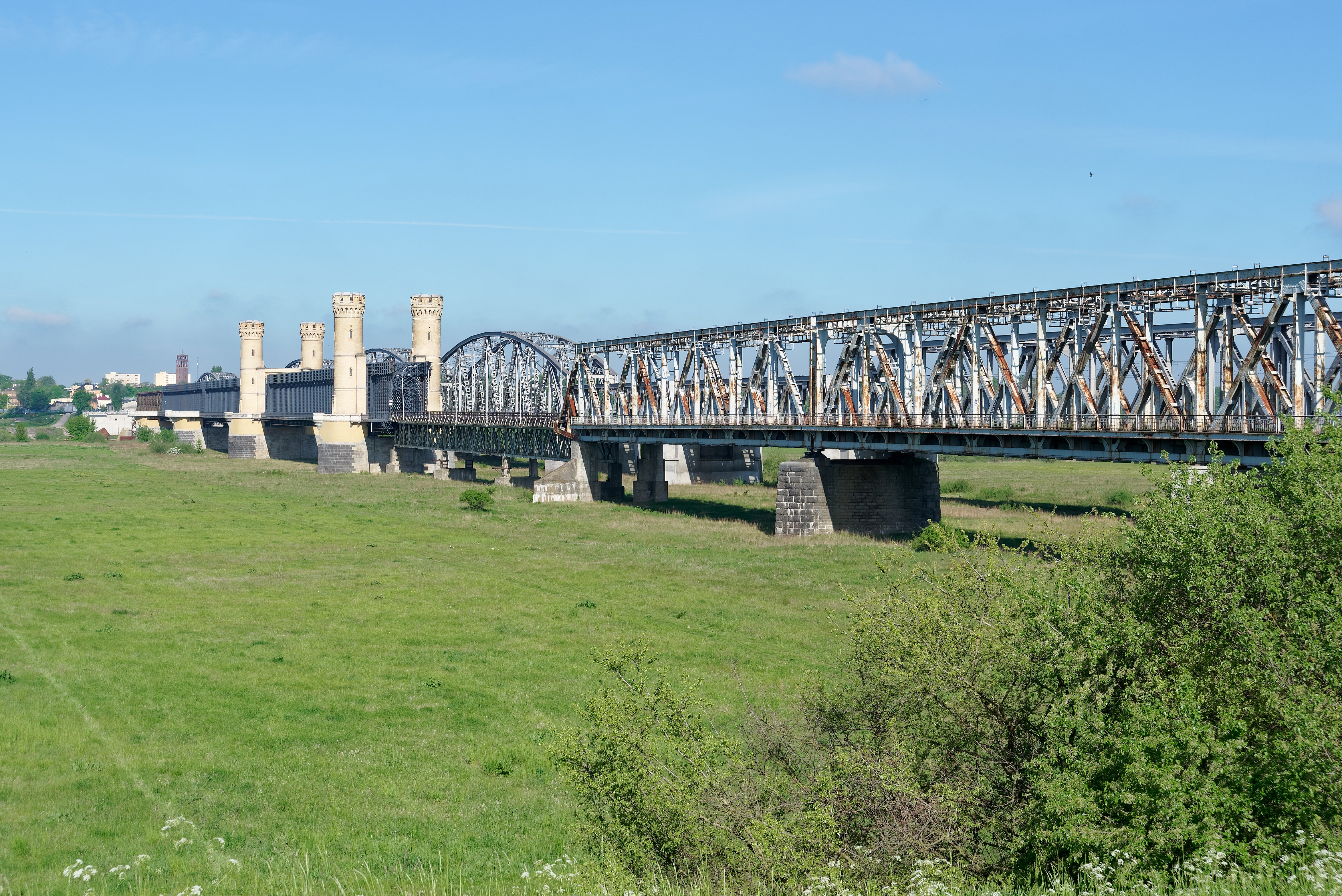
Weichselbrücke

## Verkehr
- Der öffentliche Nahverkehr in Tczew kann seit September 2023 kostenlos benutzt werden.[26]
- Bei Tczew verläuft die Nord-Süd-Autobahn Polens, südlich der Stadt kreuzen sich die Fernstraßen DK 1 und DK 22 (in Entsprechung der ehemaligen Reichsstraßen R 2 bzw. R 1), über die die Nachbarstädte Danzig, Malbork (Marienburg), Grudziądz (Graudenz) und Starogard Gdański (Preußisch Stargard) zu erreichen sind.
- Als Kreuzungsbahnhof mit den Bahnlinien entlang der Weichsel ist Tczew ein wichtiger Bahnknotenpunkt im Norden Polens, mit direkten Verbindungen nach Danzig, Warschau, über Warschau nach Krakau, über Bydgoszcz (Bromberg) nach Posen und nach Piła.
- Tczew verfügt über einen Hafen an der Weichsel.

## Persönlichkeiten

### Söhne und Töchter der Stadt
1400–1919
- Alexander Scultetus (um 1485–1564), Domherr und Historiker
- Alexander von Suchten (≈1520–1590), Alchemist
- Johann Reinhold Forster (1729–1798), Naturwissenschaftler
- Wilhelm Peters (1817–1903), Historienmaler
- Siegfried Anger (1837–1911), Theologe, Philologe und Archäologe in Westpreußen
- Emilie Wiede-Focking (1837–1910), Medizinerin
- Alf Bachmann (1863–1956), See- und Landschaftsmaler
- Gottfried Edelbüttel (1867–1937), General
- Rose Senger (1869 – nach 1943), Ärztin
- Fritz Lüdecke (1873–1931), Marineoffizier, Schiffskommandant im Ersten Weltkrieg, zuletzt Konteradmiral
- Dorothea Stroschein (1883–1967), Malerin
- Bernhard Kamnitzer (1890–1959), Rechtsanwalt, Landgerichtsrat und Senator für Finanzen in der Freien Stadt Danzig
- Alfred Eisenstaedt (1898–1995), Fotograf
- Arnold Krieger (1904–1965), Schriftsteller
- Alfred Salomon (1910–2006), Theologe
- Ernst Seikowski (1917–1986), Fußballspieler

Seit 1920
- Roman Korynt (1929–2018), Fußball-Nationalspieler
- Stefan Lisewski (1933–2016), deutscher Schauspieler
- Kazimierz Zimny (1935–2022), Leichtathlet
- Alfred Schickentanz (1937–2018), Leiter der VHS Overath
- Teresa Budzisz-Krzyżanowska (* 1942), Schauspielerin
- Teresa Piotrowska (* 1955), Politikerin der Platforma Obywatelska
- Grzegorz Ciechowski (1957–2001), Rockmusiker
- Czesława Kościańska (* 1959), Ruderin
- Bogdan Wenta (* 1961), Ex-Handballnationalspieler Polens und Deutschlands, 2004–2012 Trainer der polnischen Nationalmannschaft
- Grzegorz Nagórski (* 1964), Jazzmusiker
- Lukas Schulz (* 1981), deutscher Profiboxer
- Piotr Trochowski (* 1984), deutscher Fußballspieler
- Agnieszka Buczyńska (* 1986), Soziologin, Politikerin und Aktivistin
- Bartosz Piasecki (* 1986), norwegischer Fechter
- Dobrawa Czocher (* 1991), Cellistin und Komponistin
- Paweł Wszołek (* 1992), Fußballspieler

### Wirkten in der Stadt
- Eberhard Ferber (1463–1529), Bürgermeister von Danzig und Starost von Dirschau

### Ehrenbürger
Die Stadt Tczew ernannte seit 1990 folgende Ehrenbürger
1. Lech Wałęsa (1990)
2. Bogdan Borusewicz (1990)
3. Łucja Wydrowska-Biedunkiewicz (1990)
4. Stanisław Cieniewicz (1990)
5. Janusz Stanisław Pasierb (1991)
6. Alfred Schickentanz (1994)
7. Piotr Wysga (1996)
8. Kazimierz Denek (1998)
9. Zdzisław Jaśkowiak (2000)
10. Roman Klim (2000)
11. Franciszek Fabich (2001)
12. Józef Szajna (2001)
13. Jan Bernard Szlaga (2002)
14. Roman Landowski (2003)
15. Klaus Lohmann (2004)
16. Ryszard Karczykowski (2005)
17. Jerzy Kubicki (2005)
18. Józef Lisowski (2006)
19. Kazimierz Piechowski (2006)
20. Jan Rogowski (2008)
21. Walenty Faterkowski (2009)
22. Zenon Odya (2011)
23. Antoni Dunajski (2012)
24. Kazimierz Zimny (2016)
25. Grzegorz W. Kołodko (2017)
26. Jan Strelau (2017)

## Landgemeinde Tczew
Tczew ist Sitz einer Landgemeinde gleichen Namens, ist aber selber nicht Teil dieser. Die Landgemeinde, die die Stadt im Norden, Westen und Süden umschließt, hat eine Fläche von 170,6 km² auf der 15.335 Menschen leben (31. Dezember 2020).